# 安古斯·馬奇烏斯
安古斯·馬奇烏斯（Ancus Marcius，前642年—前617年），羅馬王政時期第四任國王。
| 前任： 圖路斯·荷提留斯 | 羅馬國王 642–617 | 繼任： 陸奇路斯·塔古留斯·培斯古斯 |